# Pseudotrichonotus
Pseudotrichonotidae
Famille
Genre
Pseudotrichonotus est un genre de poissons marins aulopiformes, le seul de la famille des Pseudotrichonotidae.

## Liste d'espèces
Selon World Register of Marine Species (13 mai 2025) :
- Pseudotrichonotus altivelis Yoshino (d) & Araga (d), 1975
- Pseudotrichonotus belos Gill (d) & Pogonoski, 2016
- Pseudotrichonotus caeruleoflavus Allen, Erdmann (d), Suharti & Sianipar, 2017
- Pseudotrichonotus xanthotaenia Parin (d), 1992

## Étymologie

### Pseudotrichonotidae
La famille, Pseudotrichonotidae, est la combinaison du grec ancien ψεύδης, pseúdēs, « pseudo, semblant », et de la famille des Trichonotidae.

### Pseudotrichonotus
Le nom générique, Pseudotrichonotus, est la combinaison du grec ancien ψεύδης, pseúdēs, « pseudo, semblant », et du genre Trichonotus.

## Publication originale
- (en) William F. Smith-Vaniz et Hajime Masuda, « Coastal Fishes of Southern Japan », Copeia, Société américaine des ichtyologistes et des herpétologistes, vol. 1977, no 2,‎ 25 mai 1977, p. 409 (ISSN 0045-8511 et 1938-5110, OCLC 1565060, DOI 10.2307/1443934, JSTOR 1443934).